# Charles D. Smith
Pour les articles homonymes, voir Charles Smith et Smith.
Charles Daniel Smith (né le 16 juillet 1965 à Bridgeport, Connecticut) est un ancien joueur américain de basket-ball de NBA évoluant au poste d'ailier fort.

## Carrière universitaire
Smith fut nommé meilleur joueur de la conférence "Big East" avec l'université de Pittsburgh. Aux côtés de Jerome Lane, Charles Smith et les Panthers devinrent une force majeure en NCAA.
Il joua pour l'équipe des États-Unis lors du championnat du monde 1986, remportant la médaille d'or, ainsi que la médaille de bronze aux JO 1988.

## Carrière NBA
Il fut sélectionné au 3e rang de la draft 1988 par les 76ers de Philadelphie, mais fut immédiatement transféré aux Clippers de Los Angeles. Quatre ans après, celui qui fut parmi les meilleurs marqueurs et rebondeurs de l'équipe fut transféré aux Knicks de New York avec Doc Rivers et Bo Kimble contre le meneur de jeu Mark Jackson. Smith prit le poste d'ailier délaissé par Xavier McDaniel après que les Knicks échouèrent à le re-signer ; un rôle que Smith remplit avec succès étant donné que son poste de prédilection est ailier fort. Mais ses statistiques déclinant, il fut transféré aux Spurs de San Antonio contre J.R. Reid avant de mettre un terme à sa carrière en 1997 à cause de blessures aux genoux.
En 1989, Smith fonda la Charles D. Smith Foundation and Educational Center qui s'occupe des jeunes après l'école pour qu'ils ne restent pas dans la rue.
Smith fut l'un des représentants régionaux de la "NBA Players Association". Il fut propriétaire d'une société informatique durant six ans.